# Скарсвог
Скарсвог (норв. Skarsvåg) — деревня в муниципалитете Нордкапп в фюльке Финнмарк. Эта живописная норвежская деревня является самой северной деревней Европы. Скарсвог находится недалеко от мыса Нордкап и Кнившелльоддена. в деревню можно добраться по европейскому маршруту E69. Население ок. 60 жителей. В деревне находится церковь, кемпинг Kirkeporten Camping. К югу от села находятся озера Сторватнет и Остватнет. Местные рыбаки вылавливают треску около Магерёйа.
Во время Второй мировой войны в ходе операции Nordlicht в 1944 году население было эвакуировано, деревня полностью разрушена немецкими войсками.
В 1947 году в селе было создано товарищество. В ноябре 1953 г. Скарсвог был подключен к электросети .